# 김태영 (1992년)
김태영(1992년 7월 16일 ~ )은 대한민국의 전직 스타크래프트 프로게이머이다. Ample라는 아이디를 사용했으며 종족은 테란이다.
2010년 하반기 드래프트에서 KT 롤스터의 1차 지명으로 입단하였다.
2011년 3월 29일 은퇴. 그 외에 단독 혹은 다른 팀으로 아프리카 대회 및 MPL에서 입상 및 준우승 등을 하였다.
2015년부터 아프리카tv및 ASL에서 사신테란이라는 닉네임으로 프로시절보다 많은 이름값을 알리는중
현재는 사신(sasin)테란으로 명성이 있다

## 주요 기록
- 2010년 제54회 스타크래프트 준프로게이머 선발전 입상
- 2010년 소닉스타리그 4차 준우승
- 2013년 아이템베이 8차 소닉 스타리그 16강
- 2014년 픽스 9차 소닉 스타리그 32강
- 2015년 스베누 스타리그 시즌 2 듀얼 토너먼트 24강
- 2017년 ASL시즌 2 24강
- 2017년 ASL시즌 4 24강
- 2018년 뮤즈클랜리그 S5 우승
- 2018년 MPL시즌2 준우승
- 2019년 KSL 시즌3 8강
- 2020년 ASL 시즌 8 24강
- 2020년 ASL 시즌 9 24강
- 2020년 ASTL 시즌1 우승